# Martin Djetou
Martin Okelo Djetou (Abidjan, 15 de dezembro de 1974) é um ex-futebolista profissional francês que atuava como defensor.

## Carreira
Em clubes, Djetou estreou profissionalmente em 1992, pelo Strasbourg, onde atuou em 84 jogos. Viveu sua melhor fase atuando pelo Monaco entre 1996 e 2001, vencendo o Campeonato Francês de 2000-01, na última temporada pelo clube do principado, pelo qual jogou 116 vezes, com 3 gols marcados.
Ainda em 2001 Parma contratou Djetou para repor a vaga deixada por Lilian Thuram. Porém, o jogador não repetiu o desempenho do compatriota, tendo jogado apenas 23 partidas e marcado 2 gols nos 4 anos que passou no clube. Entre 2002 e 2004, foi emprestado ao Fulham.
No final da carreira, defendeu Nice, Bolton Wanderers, Istres, não tendo êxito em nenhum, pendurando as chuteiras em 2007, no Schiltigheim, clube da quarta divisão francesa.

## Seleção Francesa
Djetou representou a Seleção Francesa de Futebol nas Olimpíadas de 1996.
Ele também figurou na pré-lista dos Bleus que disputaria a Copa de 1998, mas o técnico Aimé Jacquet não convocou o jogador.